# Jacques de Menthonay
Jacques de Menthonay (né à la forteresse de Turchet à Menthonnex-en-Bornes dans le département actuel de la Haute-Savoie, à l'époque dans le comté de Genève, et mort le 16 mai 1391 à Avignon ) est un pseudo-cardinal du XIVe siècle créé par l'antipape d'Avignon Clément VII .

## Biographie
Jacques est le fils du chevalier Girard de Menthonay, famille noble du comté de Genève. Mentionné pour la première fois en 1363, il est docteur en droit, archidiacre de Reims, chanoine à Genève (1374) et à Paris (1378) et chambellan du pape.
Il fait partie de la suite de Robert de Genève lors de son élection en tant que pape Clément VII à Fondi (royaume de Naples) le 20 septembre 1378. L'antipape Clément VII le crée cardinal lors du consistoire du 23 décembre 1383. Le cardinal de Menthonay est vice-chancelier de la Sainte-Église et chef de la chancellerie apostolique en 1385-1391.
Après le décès de son frère Aymon en 1380, il devient le tuteur de ses enfants et favorise grandement la carrière de son neveu, Guillaume de Menthonay.